# Zeitschrift für Wirtschafts- und Bankrecht
Die Zeitschrift für Wirtschafts- und Bankrecht (WM) ist eine juristische Fachzeitschrift auf dem Gebiet des Wirtschaftsrechts. Den Schwerpunkt der Zeitschrift bilden das Bank- und Kapitalmarktrecht.
Sie erscheint seit 1949 wöchentlich jeweils samstags. Herausgeber ist die Herausgebergemeinschaft Wertpapier-Mitteilungen Keppler, Lehmann GmbH & Co. KG.
Die WM informiert im Rechtsprechungsteil über Entscheidungen des Europäischen Gerichtshofs, des Bundesgerichtshofs, der übrigen obersten Bundesgerichte sowie der Instanzgerichte zum Wirtschafts-, Bank- und Kapitalmarktrecht. Ein weiterer Teil umfasst Rechtsprechungsübersichten, Dokumentationen, Rezensionen und rechtswissenschaftliche Aufsätze zu diesen Themen.
Seit Juli 2023 erscheint die Zeitschrift im Verlag Dr. Otto Schmidt.